# Virginia Vianello
Virginia Vianello (Taranto, 28 giugno 1955) è una scenografa italiana.

## Carriera
Virginia Vianello ha allestito le scene o i costumi di opere cinematografiche, televisive e teatrali  di vari registi italiani. Il padre Lanfranco Vianello, generale pilota dell'Aeronautica Militare, era il fratello del noto attore, conduttore televisivo e sceneggiatore  Raimondo Vianello.

## Filmografia

### Assistente scenografa
- Scusate il ritardo, regia di Massimo Troisi (1982)
- Io, Chiara e lo Scuro, regia di Maurizio Ponzi (1982)
- Son contento, regia di Maurizio Ponzi (1983)

### Arredatrice
- Qualcosa di biondo, regia di Maurizio Ponzi (1984)
- Molly 'O, regia di Bruno Cortini - miniserie TV (1985)
- Il generale, regia di Luigi Magni (1986)
- Scuola di ladri, regia di Neri Parenti (1986)

### Scenografa
- Caruso Pascoski di padre polacco, regia di Francesco Nuti (1988)
- Willy Signori e vengo da lontano, regia di Francesco Nuti (1989)
- Stasera a casa di Alice, regia di Carlo Verdone (1990)
- Edera, regia di Fabrizio Costa - serial TV (1992)
- Italiani, regia di Maurizio Ponzi (1996)
- Una donna in fuga, regia di Roberto Rocco - miniserie TV (1996)
- Il bagno turco, regia di Ferzan Özpetek (1997)
- Angelo nero, regia di Roberto Rocco - miniserie TV (1998)
- Io amo Andrea, regia di Francesco Nuti (2000)
- Caruso, zero in condotta, regia di Francesco Nuti (2001)
- Ma il portiere non c'è mai? - serie TV, 12 episodi (2002)
- Raul - Diritto di uccidere, regia di Andrea Bolognini (2005)
- Antonio guerriero di Dio, regia di Antonello Belluco (2006)
- L'onore e il rispetto - serie TV (2006)
- Caterina e le sue figlie - serie TV (2005-2007)
- Io ti assolvo, regia di Monica Vullo - film TV (2008)
- Un cane per due, regia di Giulio Base - film TV (2010)
- Mannaggia alla miseria, regia di Lina Wertmüller - film TV (2010)
- Giorgione da Castelfranco, sulle tracce del genio, regia di Antonello Belluco (2010)
- Benvenuti a tavola - Nord vs Sud - serie TV, 34 episodi (2011-2012)
- Il segreto di Italia, regia di Antonello Belluco (2014)
- Roma, Napoli, Venezia... in un crescendo rossiniano, regia di Lina Wertmüller (2014)
- Il leone di vetro, regia di Salvatore Chiosi (2014)
- Uno per tutti, regia di Mimmo Calopresti (2015)
- Dietro gli occhiali bianchi, regia di Valerio Ruiz (2016)
- My Father Jack, regia di Tonino Zangardi (2017)
- Le memorie di Giorgio Vasari, regia di Luca Verdone (2017)
- Quando corre Nuvolari, regia di Tonino Zangardi (2017)
- Giuseppe Garibaldi - Der inszenierte Rebell, regia di Beverly Blankenship (2018)
- Il legionario, regia di Hleb Papou (2021)
- ' Looking for Negroni' regia  di Federico Micali     (2020)

### Costumista
- Una donna in fuga, regia di Roberto Rocco - miniserie TV (1996)
- Angelo nero, regia di Roberto Rocco - miniserie TV (1998)
- Ama il tuo nemico, regia di Damiano Damiani - miniserie TV (1999)
- Roma, Napoli, Venezia... in un crescendo rossiniano, regia di Lina Wertmüller (2014)
- Dietro gli occhiali bianchi, regia di Valerio Ruiz (2016)